# Албания на «Евровидении-2018»
Албания участвовала на «Евровидении-2018», который состоялся в Лиссабоне, Португалия. Албанский вещатель Radio Televizioni Shqiptar (RTSH) организовал национальный финал Festivali i Këngës 56 для того, чтобы выбрать песню, которая будет представлять страну на конкурсе. Албанию на «Евровидении-2018» представил Евгент Бушпепа с песней «Mall» («Тоскующий»).

## Предыстория
Не считая конкурса 2018 года, Албания участвовала в Евровидении четрынадцать раз с момента своего дебюта в 2004 году. Лучший результат Албания показала на конкурсе песни «Евровидение-2012», прошедшем в столице Азербайджана Баку. Тогда страну представляла Рона Нишлиу с песней «Suus», занявшая 5 место. Худший результат был показан в Хельсинки на «Евровидении 2007», когда Фредерик Ндоци занял 17 место в полуфинале. За 14 лет участия в конкурсе страна 7 раз проходила в финал.
Албанский национальный телеканал, Radio Televizioni Shqiptar (RTSH), транслирует события в Албании и организует процесс национального отбора. Албанский Festivali i Këngës проводится ежегодно с 1964 года и используется в качестве отбора Албании на «Евровидение» с момента своего дебюта в 2004 году. Подробная информация о 56-м Festivali i Këngës была озвучена 17 октября 2017 года, однако вещатель подтвердил участие страны в «Евровидении-2018» 4 октября 2017 года.

## Национальный отбор

### Festivali i Këngës 56
Festivali i Këngës 56 стал 56-м ежегодным изданием албанского музыкального конкурса Festivali i Këngës, и в пятнадцатый раз победитель конкурса получал право представлять Албанию на «Евровидении-2018». Конкурс состоял из двух полуфиналов (21 и 22 декабря 2017 года) и финала (23 декабря 2017 года).

## Участники
| Артист                     | Песня             | Перевод              | Музыка (м) / Текст (т)                           |
| -------------------------- | ----------------- | -------------------- | ------------------------------------------------ |
| AkullThyesit               | «Divorci»         | «Развод»             | Bledar Shishmani (м, т)                          |
| Artemisa Mithi             | «E dua botën»     | «Я люблю мир»        | Flamur Shehu (м) / Agim Doçi (т)                 |
| Bojken Lako                | «Sytë e shpirtit» | «Глаза души»         | Bojken Lako (м, т)                               |
| Denisa Gjezo               | «Zemër ku je»     | «Моя любовь, где ты» | Mario Deda (м) / Aurel Thëllimi (т)              |
| Элтон Деда                 | «Fjalët»          | «Слова»              | Элтон Деда (м) / Orges Toçe (т)                  |
| Endri & Stefi              | «Mesazh»          | «Послание»           | Endri Prifti (м, т)                              |
| Ergi Bregu                 | «Bum bum»         | «Бум бум»            | Klodian Rexhepaj (м) / Ergi Bregu-Latifllari (т) |
| Евгент Бушпепа             | «Mall»            | «Тоскующий»          | Евгент Бушпепа (м, т)                            |
| Evans Rama                 | «Gjurmët»         | «Следы»              | Genti Lako (м) / Migjena Lako (т)                |
| Генц & Давид Тукичи        | «Të pandarë»      | «Неотделимый»        | Генц Тукичи (м) / Agim Xheka (т)                 |
| Инис Незири                | «Piedestal»       | «Пьедестал»          | Gridi Kraja (м) / Florian Zyka (т)               |
| Lorela Sejdini             | «Pritëm edhe pak» | «Подожди меня ещё»   | Florent Boshnjaku (м) / Yll Limani (т)           |
| LYNX                       | «Vonë»            | «Поздно»             | Grupi LYNX (м, т)                                |
| Маньола Наллбани           | «I njëjti qiell»  | «То же самое небо»   | Elgit Doda (м) / Rozana Radi (т)                 |
| Mariza Ikonomi             | «Unë»             | «Я»                  | Mariza Ikonomi (м) / Florian Zyka (т)            |
| NA & Festina Mezini        | «Tjetër jetë»     | «Другая жизнь»       | Kreshnik Koshi (м, т)                            |
| Orgesa Zaimi               | «Ngrije zërin»    | «Кричи»              | Briz Musaraj (м) / Olti Curri (т)                |
| Redon Makashi              | «Ekziston»        | «Это существует»     | Redon Makashi (м) / Timo Flloko (т)              |
| Резарта Смайя & Луиз Эйлли | «Ra një yll»      | «Упавшая звезда»     | Edmond Zhulali (м) / Agim Doçi (т)               |
| Тири Гьочи                 | «Orë e ndalur»    | «Застывшие часы»     | Enis Mullaj (м) / Тири Гьочи (т)                 |
| Voltan Prodani             | «E pamundur»      | «Невозможное»        | Voltan Prodani (м) / Zhuliana Jorganxhi (т)      |
| Xhesika Polo               | «Përjetë»         | «Навсегда»           | Marko Polo (м) / Endrit Mumajesi (т)             |

#### Полуфиналы
Албанский национальный вещатель Radio Televizioni Shqiptar (RTSH) 19 декабря 2017 года провёл распределение участников по полуфиналам 56-го конкурса Festivali i Këngës.
 Участники, прошедшие в финал

#### 1-й полуфинал
1-й полуфинал состоялся 21 декабря 2017 года. 
| Номер песни | Артист                     | Песня             | Перевод            |
| ----------- | -------------------------- | ----------------- | ------------------ |
| 1           | Элтон Деда                 | «Fjalët»          | «Слова»            |
| 2           | Mariza Ikonomi             | «Unë»             | «Я»                |
| 3           | Endri & Stefi              | «Mesazh»          | «Послание»         |
| 4           | Evans Rama                 | «Gjurmët»         | «Следы»            |
| 5           | Генц & Давид Тукичи        | «Të pandarë»      | «Неотделимый»      |
| 6           | Voltan Prodani             | «E pamundur»      | »Невозможное»      |
| 7           | Евгент Бушпепа             | «Mall»            | «Тоскующий»        |
| 8           | Резарта Смайя & Луиз Эйлли | «Ra një yll»      | «Упавшая звезда»   |
| 9           | Bojken Lako                | «Sytë e shpirtit» | «Глаза души»       |
| 10          | Маньола Наллбани           | «I njëjti qiell»  | «То же самое небо» |
| 11          | Redon Makashi              | «Ekziston»        | «Это существует»   |

#### 2 полуфинал
2-й полуфинал состоялся 22 декабря 2017 года. 
| Номер песни | Артист              | Песня             | Перевод              |
| ----------- | ------------------- | ----------------- | -------------------- |
| 1           | Orgesa Zaimi        | «Ngrije zërin»    | «Кричи»              |
| 2           | Denisa Gjezo        | «Zemër ku je»     | «Моя любовь, где ты» |
| 3           | NA & Festina Mezini | «Tjetër jetë»     | «Другая жизнь»       |
| 4           | Lorela Sejdini      | «Pritëm edhe pak» | «Подожди меня ещё»   |
| 5           | Artemisa Mithi      | «E dua botën»     | «Я люблю мир»        |
| 6           | Ergi Bregu          | «Bum bum»         | «Бум бум»            |
| 7           | AkullThyesit        | «Divorci»         | «Развод»             |
| 8           | Xhesika Polo        | «Përjetë»         | «Навсегда»           |
| 9           | Инис Незири         | «Piedestal»       | «Пьедестал»          |
| 10          | Тири Гьочи          | «Orë e ndalur»    | «Застывшие часы»     |
| 11          | LYNX                | «Vonë»            | «Поздно»             |

#### Финал
Финал состоялся 23 февраля 2017 года. В финал вышли 14 участников — 8 из первого полуфинала и 6 из второго полуфинала. Победитель был определён жюри из пяти членов. 
| Номер песни | Артист                     | Песня             | Перевод              | Место |
| ----------- | -------------------------- | ----------------- | -------------------- | ----- |
| 1           | Redon Makashi              | «Ekziston»        | «Это существует»     | 2     |
| 2           | NA & Festina Mezini        | «Tjetër jetë»     | «Другая жизнь»       |       |
| 3           | Voltan Prodani             | «E pamundur»      | «Невозможное»        |       |
| 4           | Denisa Gjezo               | «Zemër ku je»     | «Моя любовь, где ты» |       |
| 5           | Тири Гьочи                 | «Orë e ndalur»    | «Застывшие часы»     |       |
| 6           | Orgesa Zaimi               | «Ngrije zërin»    | «Кричи»              |       |
| 7           | Резарта Смайя & Луиз Эйлли | «Ra një yll»      | «Упавшая звезда»     |       |
| 8           | Artemisa Mithi             | «E dua botën»     | «Я люблю мир»        |       |
| 9           | Manjola Nallbani           | «I njëjti qiell«  | «То же самое небо«   |       |
| 10          | Инис Незири                | «Piedestal»       | «Пьедестал»          | 3     |
| 11          | Bojken Lako                | «Sytë e shpirtit» | «Глаза души»         |       |
| 12          | Mariza Ikonomi             | «Unë»             | «Я»                  |       |
| 13          | Евгент Бушпепа             | «Mall»            | «Тоскующий»          | 1     |
| 14          | Элтон Деда                 | «Fjalët»          | «Слова»              |       |

## На Евровидении
Конкурс песни «Евровидение-2018» состоялся в Алтис-Арене в Лиссабоне, Португалия, и состоял из двух полуфиналов 8 и 10 мая и финала 12 мая 2018 года. Согласно правилам Евровидения, все страны за исключением страны-хозяйки (Португалия) и «Большой пятёрки» (Великобритания, Германия, Италия, Испания и Франция), должны участвовать в одном из двух полуфиналов, чтобы попасть в финал; лучшие десять стран из каждого полуфинала перейдут в финал.
Албания участвовала в 1-м полуфинале под 3-м номером. В полуфинале заняла 8-е место, набрав 168 баллов, что позволило ей пройти в финал. В финале Албания выступила под 12-м номером. Албания заняла 11-е место в финале, набрав 184 балла.

#### Результаты голосования за Албанию
| Результаты голосования за Албанию (1-й полуфинал) | Результаты голосования за Албанию (1-й полуфинал) | Результаты голосования за Албанию (1-й полуфинал) | Результаты голосования за Албанию (1-й полуфинал) | Результаты голосования за Албанию (1-й полуфинал) |
| Телеголосование                                   | Телеголосование                                   | Телеголосование                                   | Телеголосование                                   | Телеголосование                                   |
| 12 баллов                                         | 10 баллов                                         | 8 баллов                                          | 7 баллов                                          | 6 баллов                                          |
| ------------------------------------------------- | ------------------------------------------------- | ------------------------------------------------- | ------------------------------------------------- | ------------------------------------------------- |
| - Македония                                       | - Греция - Швейцария                              |                                                   |                                                   |                                                   |
| 5 баллов                                          | 4 балла                                           | 3 балла                                           | 2 балла                                           | 1 балл                                            |
| - Испания                                         | - Хорватия                                        | - Чехия                                           |                                                   | - Австрия - Финляндия - Ирландия - Великобритания |
| Жюри                                              |                                                   |                                                   |                                                   |                                                   |
| 12 баллов                                         | 10 баллов                                         | 8 баллов                                          | 7 баллов                                          | 6 баллов                                          |
| - Беларусь - Исландия                             | - Македония                                       | - Греция                                          | - Азербайджан - Кипр - Великобритания             | - Австрия - Болгария - Финляндия                  |
| 5 баллов                                          | 4 балла                                           | 3 балла                                           | 2 балла                                           | 1 балл                                            |
| - Армения - Чехия - Португалия                    | - Бельгия - Хорватия - Израиль - Испания          |                                                   |                                                   | - Эстония - Литва                                 |

| Результаты голосования за Албанию (Финал) | Результаты голосования за Албанию (Финал)      | Результаты голосования за Албанию (Финал) | Результаты голосования за Албанию (Финал)                          | Результаты голосования за Албанию (Финал) |
| Телеголосование                           | Телеголосование                                | Телеголосование                           | Телеголосование                                                    | Телеголосование                           |
| 12 баллов                                 | 10 баллов                                      | 8 баллов                                  | 7 баллов                                                           | 6 баллов                                  |
| ----------------------------------------- | ---------------------------------------------- | ----------------------------------------- | ------------------------------------------------------------------ | ----------------------------------------- |
| - Италия - Македония                      | - Греция - Черногория                          |                                           | - Швейцария                                                        |                                           |
| 5 баллов                                  | 4 балла                                        | 3 балла                                   | 2 балла                                                            | 1 балл                                    |
|                                           | - Хорватия                                     |                                           | - Австрия                                                          | - Словения                                |
| Жюри                                      |                                                |                                           |                                                                    |                                           |
| 12 баллов                                 | 10 баллов                                      | 8 баллов                                  | 7 баллов                                                           | 6 баллов                                  |
| - Азербайджан                             | - Венгрия - Исландия - Черногория - Португалия |                                           | - Австрия - Беларусь - Болгария - Греция - Польша - Великобритания | - Кипр - Чехия - Македония                |
| 5 баллов                                  | 4 балла                                        | 3 балла                                   | 2 балла                                                            | 1 балл                                    |
|                                           | - Грузия - Словения                            |                                           | - Бельгия - Ирландия                                               | - Хорватия - Сербия                       |

#### Баллы, данные Албанией
| 1-й полуфинал | 1-й полуфинал   | 1-й полуфинал | 1-й полуфинал |
| Счёт          | Телеголосование | Жюри          |               |
| ------------- | --------------- | ------------- | ------------- |
| 12 баллов     | Кипр            | Кипр          |               |
| 10 баллов     | Греция          | Израиль       |               |
| 8 баллов      | Финляндия       | Македония     |               |
| 7 баллов      | Азербайджан     | Беларусь      |               |
| 6 баллов      | Эстония         | Болгария      |               |
| 5 баллов      | Болгария        | Азербайджан   |               |
| 4 балла       | Израиль         | Бельгия       |               |
| 3 балла       | Австрия         | Греция        |               |
| 2 балла       | Чехия           | Швейцария     |               |
| 1 балл        | Швейцария       | Литва         |               |

| Финал     | Финал           | Финал    | Финал |
| Счёт      | Телеголосование | Жюри     |       |
| --------- | --------------- | -------- | ----- |
| 12 баллов | Италия          | Италия   |       |
| 10 баллов | Кипр            | Кипр     |       |
| 8 баллов  | Германия        | Болгария |       |
| 7 баллов  | Ирландия        | Франция  |       |
| 6 баллов  | Болгария        | Германия |       |
| 5 баллов  | Франция         | Израиль  |       |
| 4 балла   | Эстония         | Швеция   |       |
| 3 балла   | Великобритания  | Сербия   |       |
| 2 балла   | Австрия         | Молдова  |       |
| 1 балл    | Израиль         | Чехия    |       |